# Raudfjellet
Der Raudfjellet (dt. Rotberg) ist ein 693 moh. hoher Berg in Norwegen. Er liegt unweit der schwedischen Grenze in der Provinz Trøndelag und gehört zur Gemeinde Snåsa. Die Schartenhöhe des Berges beträgt 160 m.
Bekannt ist er vor allem für seinen hohen Serpentinanteil. Dieses Material enthält viel Magnesiumoxid und Eisenoxid. Das enthaltene Eisenoxid ist der Grund für die spärliche Vegetation rund um den Berg und gab durch seine rötliche Farbe dem Berg zudem den Namen.